# The Colonel and the King
The Colonel and the King er en amerikansk stumfilm fra 1911.